# Nyctimystes gramineus
Nyctimystes gramineus – gatunek nowogwinejskiego płaza bezogonowego z podrodziny Pelodryadinae w rodzinie rzekotkowatych (Hylidae).

## Taksonomia
Najbliższe gatunki to Nyctimystes dux oraz Nyctimystes sauroni, które Richards i Oliver oddzielili w roku 2006 (wówczas wszystkie te gatunki zaliczano do rodzaju Litoria).

## Występowanie
Część Nowej Gwinei należąca do Papui-Nowej Gwinei jest jedynym na świecie miejscem, gdzie udokumentowano istnienie tego płaza. Występuje on we wschodniej części wyspy, na północ od Gór Owena Stanleya.
Siedlisko gatunku stanowią korony drzew w lasach deszczowych porastających zarówno niziny, jak i podnóża wzgórz, nie wiadomo jednak do jakiej wysokości nad poziomem morza występuje. Nie stwierdzono go w środowisku zdegradowanym przez człowieka.

## Status
W Czerwonej księdze gatunków zagrożonych IUCN płaz ten od 2020 roku klasyfikowany jest jako gatunek najmniejszej troski (LC, ang. Least Concern); wcześniej, od 2004 roku uznawano go za gatunek niedostatecznie rozpoznany (DD, ang. Data Deficient).
Sądzi się, że gatunek jest rzadko rozmieszczony. Nie występuje w obszarach chronionych, ale nie ma żadnych większych zagrożeń dla tego gatunku.